# Митькин, Михаил Юрьевич
Михаил Юрьевич Митькин (род. 2 октября 1967, Рязань) — советский и российский хоккеист, защитник, тренер.

## Биография
Воспитанник «Крыльев Советов». Играл за команды «Спартак» Архангельск (1987/88 — 1989/90), «Молот» Пермь (1989/90), «Буран» Воронеж (1990/91), «Спартак» Москва (1990/91 — 1993/94), «Крылья Советов-2» и «Онге» (Швеция, 1994/95), «Северсталь» Череповец (1995/96 — 1996/97)
Детский тренер в «Маршале» (Жуков, 2016—2019, 2021—2022), «Армаде» (Одинцово, 2019—2021), «Серебряных акулах» (Москва, с 2022).